# احتلال الحلفاء لغينيا الجديدة الألمانية
كان احتلال الحلفاء لغينيا الجديدة الألمانية هو الاستيلاء على مستعمرة غينيا الجديدة الألمانية الواقعة في المحيط الهادئ في سبتمبر - نوفمبر 1914 من قبل قوة استكشافية من أستراليا، تسمى قوة الاستطلاع البحرية والعسكرية الأسترالية.

## خلفية

### غينيا الجديدة الألمانية
كانت غينيا الجديدة الألمانية (بالألمانية: Deutsch-Neuguinea) محمية إمبراطورية ألمانية منذ عام 1884. وتتكون من أراضي الجزء الشمالي الشرقي من غينيا الجديدة (بالألمانية: Kaiser-Wilhelmsland) وأرخبيل بسمارك القريب، والذي يتكون من بريطانيا الجديدة (بالألمانية: Neu-Pommern) وأيرلندا الجديدة (بالألمانية: Neu-Mecklenburg). جنبًا إلى جنب مع الجزر الألمانية الأخرى في غرب المحيط الهادئ، باستثناء ساموا الألمانية، شكلت المحميات الإمبراطورية الألمانية في المحيط الهادئ. شملت المحمية جزر سليمان الألمانية وجزر كارولين وبالاو وجزر ماريانا (باستثناء غوام) وجزر مارشال وناورو. كان لدى الإمبراطورية الألمانية قوة شرطة شبه عسكرية في غينيا الجديدة؛ تُستخدم عمومًا للحفاظ على النظام وقمع التمردات. تألفت قوات الشرطة في بيتا باكا من حوالي 50 ضابطًا وضابط صف وجندي احتياطي ألماني و240 جندي شرطة محلي. كانت رابول مزودة بكمية جيدة من الفحم لاستخدامه من قبل السرب الألماني في شرق آسيا.

### الوضع العسكري الأسترالي
عند اندلاع الحرب العالمية الأولى، كان سرب شرق آسيا، الذي يتكون من الطرادات المدرعة شارنهورست وجنيزيناو والطرادات الخفيفة نورمبرج ولايبزيج ودريسدن وإمدن، تحت قيادة نائب الأدميرال ماكسيميليان فون شبيه، يبحر في المحيط الهادئ. كانت بريطانيا قد قطعت بالفعل جميع الكابلات البحرية الألمانية التي تمر عبر المناطق الخاضعة للسيطرة البريطانية. وبسبب مخاوف من هجمات محتملة ضد سفن الحلفاء التجارية في المنطقة، طلبت بريطانيا من أستراليا تدمير محطات اللاسلكي ومحطات الفحم الألمانية في المحيط الهادئ.
سارعت أستراليا إلى تشكيل قوة المشاة البحرية والعسكرية الأسترالية (ANMEF)، والتي تتكون من كتيبة واحدة من المشاة قوامها 1000 رجل مسجلين في سيدني، والمعروفة باسم الكتيبة الأولى، و500 من جنود الاحتياط البحريين والبحارة السابقين الذين سيخدمون كقوات مشاة.  كما ساهمت كتيبة أخرى من الميليشيات من فوج كينيدي المتمركز في كوينزلاند، والتي تم إرسالها على عجل لحماية جزيرة ثيرداي، بـ 500 متطوع في القوة.  كانت مهمة القوة هي الاستيلاء على المحميات الإمبراطورية الألمانية في المحيط الهادئ في غضون ستة أشهر. وشمل ذلك الاستيلاء على محطات الراديو ومحطات الفحم التي تدعم سرب شرق آسيا أو تدميرها.
تم إجراء استطلاع للمنطقة بواسطة السرب الأسترالي، المكون من البارجة إتش إم أيه إس أستراليا وطراد الدرجة الثانية إتش إم أيه إس إنكونتر والطرادات الخفيفة إتش إم أيه إس ملبورن وسيدني والمدمرات إتش إم أيه إس باراماتا ويارا وواريغو. تحت قيادة نائب الأدميرال السير جورج باتي، دخلت المدمرات خليج بلانش في 12 أغسطس. استولت أستراليا على جزيرة سومطرة، بينما استولت السفينة الحربية إنكونتر على جزيرة زامبيزي أثناء قيامها بدورية في قناة سانت جورج في 12 أغسطس. استولت السفينة الحربية ملبورن على حمولة الفحم من سفينة الفحم ألكوندا قبالة جزيرة روسيل في 13 أغسطس.
دخلت المدمرتان ميناء سيمبسون وميناء ماتوبي في الليل بحثًا عن سرب شرق آسيا. تم إرسال فرق الإنزال من المدمرات إلى الشاطئ لهدم أجهزة الإرسال في مكاتب البريد في رابول وفي عاصمة الولاية الألمانية هربرتشوهي (كوكوبو حاليًا)، والتي تقع على بعد 20 ميل (32 كـم) إلى الجنوب الشرقي. وبعد أن عجزت عن تحديد موقع محطة الراديو، هددت السفن الحربية الأسترالية بقصف المستوطنات القريبة إذا استمرت محطة الراديو في البث، قبل الانسحاب. 

### الوضع العسكري الياباني
وكان هدف اليابان ببساطة هو العثور على سرب شرق آسيا، ولم تكن لديها خطط رسمية لاحتلال الجزر.

### الوضع العسكري الألماني
لم تكن لدى ألمانيا خطط رسمية للدفاع عن غينيا الجديدة الألمانية.

## اشتباكات

### بريطانيا الجديدة

#### معركة بيتا باكا

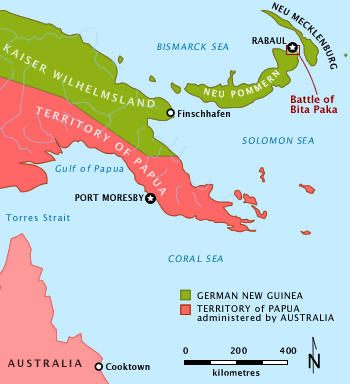
معركة بيتا باكا، 1914

وقعت معركة بيتا باكا في 11 سبتمبر، أثناء محاولة أسترالية للاستيلاء على محطة لاسلكية ألمانية. قامت قوة مختلطة من الضباط الألمان وشرطة ميلانيزيا بمقاومة شرسة وأجبرت الأستراليين على القتال في طريقهم إلى الهدف. بعد يوم من القتال الذي تكبد فيه كلا الجانبين خسائر، نجحت القوات الأسترالية الأكثر عددًا أخيرًا في الاستيلاء على المحطة اللاسلكية وتدميرها. 

#### حصار توما
وقع حصار توما في الفترة ما بين 14 و17 سبتمبر، عندما حاصرت القوات الأسترالية مدينة توما، مما دفع الحامية الألمانية إلى التفاوض على الاستسلام. 

### غينيا الجديدة

#### مادانغ
في 24 سبتمبر/أيلول، استولت أستراليا على مدينة مادانغ دون أي مقاومة.

### ناورو
نزلت القوات الأسترالية لأول مرة في ناورو في 9 سبتمبر وتم احتلالها بالكامل في 6 نوفمبر دون معارضة. 

### بقية غينيا الجديدة الألمانية
أُمرت القوات اليابانية في البداية بعدم احتلال الجزر، ولكن بعد احتلال تانين يامايا لجزيرة جالويت في 29 سبتمبر، قررت اليابان احتلال الجزر ليس فقط لتدمير محطات الراديو هناك، ولكن أيضًا للبحث عن سرب شرق آسيا. كانت روتا آخر جزيرة احتلتها القوات اليابانية في 21 أكتوبر، مما أنهى حملة غينيا الجديدة. 

## نتائج
تم تنظيم واستكمال احتلال غينيا الجديدة الألمانية بسرعة ملحوظة، وكان له أهمية كبيرة باعتباره أول عملية عسكرية مستقلة تنفذها أستراليا والثانية لليابان. 
تمكن الملازم هيرمان ديتزنر، وهو ضابط ألماني برفقة نحو 20 شرطيًا محليًا، من الفرار من الأسر في المناطق الداخلية من غينيا الجديدة وتمكن من البقاء حرًا طوال فترة الحرب. بعد معاهدة فرساي عام 1919، قام الحلفاء المنتصرون بتقسيم جميع المستعمرات الألمانية فيما بينهم. أصبحت غينيا الجديدة الألمانية إقليم غينيا الجديدة، وهو إقليم انتداب من عصبة الأمم تحت الإدارة الأسترالية.  